# Зоро, Марк
Марк Зоро (фр. Marc Zoro; 27 декабря 1983, Абиджан) — ивуарийский футболист, защитник.

## Карьера
Профессиональную карьеру начал в команде итальянской серии B «Салернитана». Играл за команду до июня 2003, когда был отдан в аренду команде серии B «Мессина».
В 2004 подписал с «Мессиной» 3-летний контракт. В сезоне 2003/04 клуб «Мессина» занял 4-е место в итальянской серии B и в сезоне 2004/05 Зоро дебютировал в итальянской серии А. В сезоне 2006/07 клуб занял последнее место в серии А и выбыл в серию B.
В ноябре 2005 года в Милане, во время матча с «Интернационале», подвергся нападкам на расовой почве со стороны миланских болельщиков. В результате, 4-м болельщикам был на 5 лет закрыт вход на стадион, а по всей Италии перед матчами проводились антирасистские демонстрации. Весной 2006 года, во время домашнего матча, ситуация повторилась и Зоро едва не ушёл с поля. Игроки «Интернационале» Адриано и Мартинс на глазах у всего стадиона принесли извинения от имени клуба и уговорили с поля не уходить. Миланский клуб был оштрафован на 25 тысяч евро.
15 мая 2007 года подписал 4-летний контракт с одним из лучших клубов португальского чемпионата — лиссабонской «Бенфикой». Из-за травмы, полученной летом в товарищеском матче с «Реал Бетис», в официальных матчах за клуб в 2007 году не играл.
В 2009 году был отдан в аренду клубу «Витория», который выступал в высшей лиге португальского чемпионата. Дебютировал 7 февраля 2009 года в матче против клуба «Эштрела». Аренда закончилась 1 июля 2009 года. 31 августа вновь был отдан в аренду команде «Витория».
За сборную Кот-д’Ивуара выступал с 2003 года. В её составе участвовал в Чемпионате мира по футболу 2006. Также, участвовал в Кубке африканских наций 2006 и 2008 годов. Наивысшее достижение — 2-е место в 2006 году.

## Достижения
- Обладатель Кубка лиги 2008/09
- Серебряный призёр Кубка африканских наций 2006 года